# آرک، پا-دو-کاله
آرک، پا-دو-کاله (به فرانسوی: Arques) یک کمون در فرانسه است که در پا-دو-کاله واقع شده‌است.

## خصوصیات
آرک ۲۲٫۴۱ کیلومترمربع مساحت و ۹٬۹۴۵ نفر جمعیت دارد و ۱۰ متر بالاتر از سطح دریا واقع شده‌است.

## خواهرخوانده
شهر وادگاسن خواهرخواندهٔ آرک، پا-دو-کاله هست.